# Tamarindo Javier Gonzalez Rodriguez
Javier Gonzalez Rodriguez, plus connu sous son surnom-pseudonyme, Tamarindo Javier Gonzalez (ou "El Tamarindo" Javier Gonzalez), est un auteur-compositeur, producteur de musique, promoteur et agent d'artistes, né le 17 novembre 1986 à La Mirada en Californie, qui a grandi dans le quartier « Adolfo López Mateos » (dit aussi « El Tamarindo ») de Culiacan, dont vient le surnom que lui ont attribué ses amis.
Il est célèbre, notamment, pour avoir composé les chansons El Infiernito créé par le groupe Calibre 50 et Niñas Pudientes y Poderosas interprétée par le groupe Voz de Mando à leurs débuts.
Il est le producteur, le manager et co-auteur de nombreuses chansons de l'auteur-compositeur-interprète mexicain Carín León.
Il est propriétaire du label discographique Tamarindo Rekordsz.

## Biographie
Tamarindo Javier Gonzalez est né à La Mirada en Californie mais n'y a jamais habité car ses parents ont rapidement déménagé pour Mexicali, où ils sont restés peu de temps, puis à « Adolfo López Mateos » (dit aussi « El Tamarindo ») près de Culiacan où il a grandi jusqu'à l'âge de quatorze ans.
Il a écrit la chanson « El Infiernito (le petit enfer) » qui avait permis au groupe Calibre 50, qui jusqu'alors se produisait surtout dans des petits restaurants et des fêtes privées, de se faire connaître et d'envisager une carrière plus importante.
Fin 2010, Chuy Lizárraga publie la chanson « Pistear, pistear, pistear » que Javier Gonzalez a écrite, et dont BMI récompense l'interprète et l'auteur  en tant que « Chanson la plus écoutée de l'année 2011 », le 12 avril 2012,.

## Principales compositions connues
| Titre                       | Auteurs                                                                | Année/Date         | Artistes                                                       | Album                                                 | En ligne |
| --------------------------- | ---------------------------------------------------------------------- | ------------------ | -------------------------------------------------------------- | ----------------------------------------------------- | -------- |
| Piloto Cannabis             | Tamarindo Javier González                                              | 3 mai 2009         | Larry Hernandez                                                | Dejate Querer Tantito                                 | « - »    |
| Piloto Cannabis             | Tamarindo Javier González                                              | 3 mai 2009         | Los Especiales De Tijuana                                      | En Vivo 2020                                          | « - »    |
| Piloto Cannabis             | Tamarindo Javier González                                              | 20 février 2011    | Los Gatos De Sinaloa                                           | 20 Corridos Con Toque De Jairo                        | « - »    |
| El Infiernito               | Tamarindo Javier González                                              | 1er janvier 2010   | Calibre 50                                                     | Renovar O Morir                                       | « - »    |
| El Infiernito               | Tamarindo Javier González                                              | 5 mars 2015        | Alfredito Olivas                                               | Mis corridos                                          | « - »    |
| Corazon Acelerado           | Javier González                                                        | 18 juin 2010       | Julio Chaidez                                                  | Muy Acelerado                                         | « - »    |
| Niñas Pudientes y Poderosas | Tamarindo Javier González                                              | 19 février 2011    | Voz De Mando                                                   | Con La Mente en Blanco                                | « - »    |
| Niñas Pudientes y Poderosas | Tamarindo Javier González                                              | 9 mai 2013         | Nena Guzman                                                    | De Tijuana para el Mundo                              | « - »    |
| Pistear, Pistear, Pistear   | Tamarindo Javier González                                              | 19 juillet 2010    | Luis Billhey                                                   | Pa´ Mi Gente de Arranke (En Vivo)                     | « - »    |
| Pistear, Pistear, Pistear   | Tamarindo Javier González                                              | 29 novembre 2010   | Chuy Lizárraga y Su Banda Tierra Sinaloense                    | Pistear, Pistear                                      | « - »    |
| Archivos de mi Vida         | Tamarindo Javier González                                              | 25 novembre 2013   | Gerardo Ortiz                                                  | Archivos de mi Vida                                   | « - »    |
| Bien calada                 | Lucio Luna, Javier González "El Tamarindo"                             | 6 mai 2016         | Diego Herrera                                                  | La Noche Larga                                        | « - »    |
| El Columpio De Llanta       | Tamarindo Javier González, Oscar Díaz de León                          | 17 mars 2017       | Voz de Mando                                                   | Clase de Historia                                     | « - »    |
| El Columpio De Llanta       | Tamarindo Javier González, Oscar Díaz de León                          | 13 juillet 2017    | Grupo Nuevo Legado                                             | Nuevo Legado en vivo (vol. 1)                         | « - »    |
| El Columpio De Llanta       | Tamarindo Javier González, Oscar Díaz de León                          | 4 janvier 2018     | Grupo G21 (avec le Grupo Custodia)                             | Con El Derecho                                        | « - »    |
| El Columpio De Llanta       | Tamarindo Javier González, Oscar Díaz de León                          | 17 mai 2018        | Los Plebes de la Lima                                          | Todo es Psicologico                                   | « - »    |
| El Columpio De Llanta       | Tamarindo Javier González, Oscar Díaz de León                          | 13 septembre 2018  | Jorge Medina                                                   | Así O Más Claro                                       | « - »    |
| El Columpio De Llanta       | Tamarindo Javier González, Oscar Díaz de León                          | 12 décembre 2018   | Contenibles De Sinaloa                                         | Que Dijiste                                           | « - »    |
| El Columpio De Llanta       | Tamarindo Javier González, Oscar Díaz de León                          | 20 décembre 2018   | Carín León                                                     | Amanecida Con Todo Y Con Todos                        | « - »    |
| El Columpio De Llanta       | Tamarindo Javier González, Oscar Díaz de León                          | 28 janvier 2019    | Grupo Ultra Sierreño                                           |                                                       | « - »    |
| El Columpio De Llanta       | Tamarindo Javier González, Oscar Díaz de León                          | 26 juillet 2019    | Grupo Clasificado                                              | Puras Piezas Clasificadas, Vol. 1 (En Vivo)           | « - »    |
| Las Verdades                | Javier Gonzalez, Oscar Armando Diaz de León, Ricardo Michel Munoz Loza | 18 février 2019    | El Fantasma (Alexander Garcia) & Banda Los Populares Del Llano | Vengo a Aclarar (feat. Banda Los Populares Del Llano) | « - »    |
| Dinero Facil                | Tamarindo Javier González, Carín León                                  | 15 mars 2019       | Jovanny Cadena Y Su Estilo Privado                             | Dinero Fácil                                          | « - »    |
| Dinero Facil                | Tamarindo Javier González, Carín León                                  | 21 juillet 2020    | Carín León                                                     | Encerrados Pero Enfiestados                           | « - »    |
| Me La Avente                | Tamarindo Javier González, Carín León                                  | 2 août 2019        | Carín León                                                     | El Malo                                               | « - »    |
| Me La Avente                | Tamarindo Javier González, Carín León                                  | 29 juillet 2019    | Nena Guzman                                                    |                                                       | « - »    |
| Me La Avente                | Tamarindo Javier González, Carín León                                  | 3 octobre 2019     | Banda Santa y Sagrada                                          |                                                       | « - »    |
| Me La Avente                | Tamarindo Javier González, Carín León                                  | 18 octobre 2019    | ContraGolpe De Froy Espitia                                    |                                                       | « - »    |
| Me La Avente                | Tamarindo Javier González, Carín León                                  | 26 octobre 2019    | La Nueva Divizzion                                             |                                                       | « - »    |
| Me La Avente                | Tamarindo Javier González, Carín León                                  | 4 mars 2020        | La Dzendencia                                                  | Lo Más Nuevo de La Dzendencia 2020                    | « - »    |
| Me La Avente                | Tamarindo Javier González, Carín León                                  | 20 avril 2020      | Banda La Matona                                                | Lo Mas Nuevo De Banda La Matona 2020                  | « - »    |
| Me La Avente                | Tamarindo Javier González, Carín León                                  | 9 mai 2020         | El Mariachi Nueo Jalisicense                                   |                                                       | « - »    |
| Me La Avente                | Tamarindo Javier González, Carín León                                  | 22 mai 2020        | Ricky Barajas                                                  |                                                       | « - »    |
| Me La Avente                | Tamarindo Javier González, Carín León                                  | 1er septembre 2020 | Jaque Mate                                                     |                                                       | « - »    |
| Amor Borrachito             | Javier Gonzalez "El Tamarindo"                                         | 30 octobre 2020    | Carin Leon con Grupo Firme                                     |                                                       | « - »    |

### Interviews en ligne
| Titre                                                       | Média                    | Émission      | Animateur       | Date            | Référence |
| ----------------------------------------------------------- | ------------------------ | ------------- | --------------- | --------------- | --------- |
| Javier Gonzalez "El Tamarindo" Entrevista con Alma Gastelum | Podcast et Canal YouTube | Alma Gastelum | Alma Gastelum   | 3 juin 2014     | « - »     |
| El Tamarindo inspira a Pepe Garza                           | Canal YouTube            | Pepe's Office | Pepe Garza (es) | 16 octobre 2016 | « - »     |

## Sources
Ressources en ligne
- (es) « El Columpio De Llanta », sur Shazam (consulté le 18 juillet 2020).
- « ShowBusiness, « Dinero Facil (Video Musical) - Jovanny Cadena Y Su Estilo Privado » (consulté le 20 septembre 2020) », YouTube,‎ 20 juin 2019.
- (es) NTX, « Premian a Chuy Lizárraga por su tema Pistear, pistear, pistear : Broadcast Music Inc. homenajeó a los compositores y las discográficas que editaron las canciones latinas más difundidas por radio y televisión en EU », sur El Informador, El Informador :: Noticias de Jalisco, México, Deportes & Entretenimiento, Ciudad de México, Unión Editorialista, S.A, 2 avril 2012.
- (es) « Biografía de Calibre 50 », sur Telepaisa, Música Telepaisa México, Telepaisa, 2013 (consulté le 20 septembre 2020).
- (es) Tamarindo Javier Gonzalez, « Acerca de tamarindo »
- (es) Redacción de columna de espectáculos, « "Busca 'El Tamarindo' trascender" », sur Noroeste, Culiacán, Mazatlán, Editorial Noroeste S.A. DE C.V., 13 novembre 2015.